# Анрион, Жан
Жан Анрио́н (фр. Jean Henrion) — французский фигурист, выступавший в мужском одиночном разряде, восьмикратный чемпион Франции. Первый французский фигурист, выступавший на международных соревнованиях (1927; последнее место).
Несмотря на многочисленные национальные титулы, на международном уровне Анрион никогда не завоёвывал медалей и ни разу не выступал на Олимпийских играх. Его лучшим результатом стало 4 место на чемпионате мира 1933 года.

## Достижения
| Соревнование      | 1932 | 1933 | 1934 | 1935 | 1936 | 1937 | 1938 | 1939 |
| ----------------- | ---- | ---- | ---- | ---- | ---- | ---- | ---- | ---- |
| Чемпионат мира    | 6    | 4    | 11   | 11   | 12   | 11   |      |      |
| Чемпионат Европы  |      | 9    |      |      | 12   |      |      |      |
| Чемпионат Франции | 1    | 1    | 1    | 1    | 1    | 1    | 1    | 1    |